# Police Story (televisieserie)
Police Story is een Amerikaanse misdaad/drama-anthologieserie, die werd uitgezonden op NBC van 1973 tot 1978. De serie werd bedacht door schrijver en voormalig politieagent Joseph Wambaugh, en betekende een grote doorbraak in de mate waarin politiewerk en geweld realistisch werd weergegeven in tv-series. De serie werd geproduceerd door David Gerber en Mel Swope.

## Verhaal
Zoals bij alle anthologieseries heeft de serie geen vaste verhaallijn, maar bevat per aflevering een opzichzelfstaand verhaal met andere personages. Het enige wat de afleveringen met elkaar gemeen hebben is dat in elk verhaal een politieagent centraal staat, dat de verhalen zich allemaal afspelen in Los Angeles, en dat de hoofdpersoon altijd werkt voor dezelfde tak van de politie. Tevens zijn er een aantal bijpersonages die meerdere malen terugkomen in de serie. Zo is acteur Scott Brady in meer dan 12 afleveringen te zien als "Vinnie," een voormalig agent die nu een bar catering runt. Tony Lo Bianco en Don Meredith hebben meerdere malen een rol in de serie als partners van de afdeling overvallen.

## Achtergrond
De opzet van de serie gaf producers de kans om verschillende karakters en situaties uit te proberen, en zo te zien welke richting de serie het beste op kon gaan.
De serie leidde tot drie spin-off series:
- De aflevering "The Gamble" uit seizoen 1 draaide om een vrouwelijke agent gespeeld door Angie Dickinson. Deze aflevering bleek dermate populair dat NBC besloot een serie rondom dit personage te maken: Police Woman.
- De aflevering "The Return of Joe Forrester" uit seizoen 2 diende als basis voor de serie Joe Forrester.
- De aflevering "A Chance to Live" uit seizoen vijf diende als basis voor David Cassidy: Man Under Cover.

Naarmate de serie vorderde werden de afleveringen steeds vaker verlengd tot televisiefilms, welke in plaats van wekelijks om de paar weken werden uitgezonden.
Police Story kan worden gezien als voorloper van series als Hill Street Blues, ABC's NYPD Blue en Homicide: Life on the Street.

## Gastrollen
Enkele bekende acteurs die meespeelden in de serie waren Ed Asner, David Janssen, Claude Akins, Robert Stack, Mike Connors, Stuart Whitman, John Saxon, Cameron Mitchell, Martin Milner, Vince Edwards, Robert Forster, Jan-Michael Vincent, Alex Cord, George Maharis, Wayne Maunder, Howard Duff, en Chad Everett.

## Prijzen en nominaties
Twee afleveringen van de serie wonnen een Edgar Award van de Mystery Writers of America: "Requiem for an Informer," geschreven door Sy Salkowitz, en "Requiem for C.Z. Smith," geschreven door Robert E. Collins.
In 1976 won de serie een Emmy Award voor beste dramaserie.